# Tiensjan-wapiti
De Tiensjan-wapiti (Cervus canadensis songaricus) is een ondersoort van de wapiti.
De ondersoort komt voor in het Tiensjangebergte in het ooste van Kirgizië, zuidoosten van Kazachstan en het noorden van Xinjiang in West-China. Het is de grootste ondersoort van de Aziatische wapiti, zowel qua lichaamsgrootte als qua gewei. 
Aangezien het een grazend dier is, speelt de Tiensjan-wapiti een belangrijke rol in het ecosysteem. Ze houden de vegetatiegroei in de hand én zijn de belangrijkste voedselbron voor roofdieren zoals wolven, sneeuwluipaarden en bruine beren.
In het wild zijn er nog ongeveer 50.000 Tiensjan-wapiti's over, hoewel het aantal snel afneemt. China heeft daarnaast nog 4.000 tot 5.000 individuen in hertenboerderijen. 